# Antonio Pennacchi
Antonio Pennacchi (n. 26 ianuarie 1950, Latina, Lazio, Italia – d. 3 august 2021, Latina, Lazio, Italia) a fost un scriitor italian.
A câștigat Premiul Strega în 2010 pentru Canale Mussolini.